# Сладкопєвцев Володимир Володимирович
Володимир Володимирович Сладкопєвцев (2 січня 1876 — 28 жовтня 1957) — російський актор.

## Життєпис
Закінчив Московський університет.
Сценічну діяльність розпочав в Одесі 1904 року, куди приїхав 1902 року після шестимісячного ув'язнення за участь у студентських заворушеннях у Москві.
Вступив в антрепризу О. І. Сибірякова, а після краху театру Сибірякова був зарахований молодшим кандидатом на судові посади в Одеський окружний суд. 1906 року працював помічником присяжного повіреного.
1918 року як конферансьє виступав у київському театрі «Пел-Мел».
1919 року став одним із засновників Театральної академії в Києві.
У 1918—1923 рр. — професор Київського музично-драматичного інституту ім. М. В. Лисенка.
Протягом 1920—1924 років керував драматичною студією при Другому Театрі Української Радянської Республіки імені Леніна (м. Київ).
З 1927 р. — викладач Ленінградського технікуму сценічних мистецтв.
Знявся у фільмах: «Гарячі дні» (1935), «На відпочинку» (1936), «Інженер Гоф» (1937).